# Beth Levine
Beth Cindy Levine (* 7. April 1960 in Newark, New Jersey; † 15. Juni 2020) war eine US-amerikanische Onkologin und Professorin für Innere Medizin und Mikrobiologie am University of Texas Southwestern Medical Center in Dallas. Zwei in den Jahren 1998 und 1999 unter ihrer Leitung publizierte Studien gelten als Schlüssel für das Verständnis des Zusammenhangs von Autophagie und dem Entstehen von Krebs und Infektionskrankheiten.

## Werdegang
Beth Levine studierte zunächst französische Literatur und Sprache an der Brown University in Rhode Island, wo 1981 der erste Abschluss erfolgte. Danach wechselte sie das Studienfach und bestand 1986 die Prüfung zum Doctor of Medicine (M.D.) am Weill Cornell Medical College in New York City. Anschließend war sie bis 1989 als Assistenzärztin für Innere Medizin und Infektiologie am Mount Sinai Hospital tätig. Nach erfolgter Promotion wurde sie als Postdoc in die Arbeitsgruppe von Diane E. Griffin an der Johns Hopkins University in Baltimore aufgenommen, wo sie sich weiterhin mit dem Entstehen von Infektionskrankheiten beschäftigte und insbesondere mit dem Einwirken von Viren auf Nervenzellen.
1992 wechselte Levine als Professorin an die Columbia University in New York City, wo sie von 1994 bis 2004 die Virusforschung leitete. 2004 ging sie als Leiterin der Abteilung für Infektionskrankheiten ans University of Texas Southwestern Medical Center nach Dallas, Texas, ab 2011 war sie an gleicher Stelle Direktorin des Center for Autophagy Research und Inhaberin des Lehrstuhls Charles Cameron Sprague Distinguished Chair in Biomedical Science. Ab 2008 forschte sie zugleich am Howard Hughes Medical Institute in Chevy Chase (Maryland).
Ihr Spezialgebiet war die Erforschung der Autophagie, das bezeichnet den Prozess in Zellen, mit dem sie eigene Bestandteile abbauen und verwerten. Autophagie trägt beispielsweise dazu bei, Viren, Bakterien und Fremdproteine, die in die Zelle eingedrungen sind, zu eliminieren. In einem Nachruf der American Society for Microbiology hieß es im Jahr 2020, das bedeutendste Ergebnis der Forschung ihrer Arbeitsgruppe sei Ende der 1990er-Jahre die Entdeckung des Säugetier-Gens Beclin 1 (BECN1) gewesen, dessen Genprodukt „das am meisten untersuchte Autophagieprotein von Säugetieren“ sei, da es eine wichtige Rolle „bei der Unterdrückung von Tumoren, der Lebensdauer [der Säugetiere] und bei der Abwehr von Mikroben durch deren Wirte“ spiele. Auf dieses Gen war Levine zufällig aufmerksam geworden, als sie mit dem Hefe-Zwei-Hybrid-System experimentierte, einer Technik zur Aufklärung der Protein-Protein-Interaktion, und dabei überrascht feststellte, dass das Apoptose-hemmende Protein Bcl-2 an ein bis dahin unbekanntes Protein band, das sie Beclin 1 benannte. In ihrer Arbeitsgruppe gelang danach der Nachweis, dass Beclin 1 unter anderem als Tumorsuppressorgen in Brustkrebs-Zellen aktiv ist.
Beth Levine verstarb im Frühsommer 2020 an den Folgen ihrer Erkrankung (Brustkrebs). Zu ihren Hinterbliebenen zählen ihr Ehemann, Milton Packer (Professor für Kardiologie am University of Texas Southwestern Medical Center), und die beiden Kinder des Paars.

## Ehrungen
Levine war Mitglied der American Society for Microbiology, der American Society for Virology, der American Society for Clinical Investigation (seit 2000), der Association of American Physicians (seit 2006) und seit 2013 der National Academy of Sciences.
2014 wurde ihr der Stanley J. Korsmeyer Award für herausragende Wissenschaftsleistungen in Verbindung mit besonderem Mentoring für Nachwuchswissenschaftler verliehen.

## Schriften (Auswahl)
- Xiao Huan Liang, Linda K. Kleeman, Hui Hui Jiang, Gerald Gordon, James E. Goldman, Gail Berry, Brian Herman und Beth Levine: Protection against Fatal Sindbis Virus Encephalitis by Beclin, a Novel Bcl-2-Interacting Protein. In: Journal of Virology. Band 72, Nr. 11, 1998, S. 8586–8596, doi:10.1128/JVI.72.11.8586-8596.1998.
- Xiao Huan Liang, Saadiya Jackson, Matthew Seaman, Kristy Brown, Bettina Kempkes, Hanina Hibshoosh und Beth Levine: Induction of autophagy and inhibition of tumorigenesis by beclin 1. In: Nature. Band 402, 1999, S. 672–676, doi:10.1038/45257.

## Belege
1. 1 2   Herbert W. Virgin, Ana Maria Cuervo und Ramnik J. Xavier: Beth Cindy Levine (1960–2020). In: Science. Band 369, Nr. 6502, 2020, S. 378, doi:10.1126/science.abd6216.
2. 1 2   In Memoriam: Levine, Beth. Nachruf auf dem Server der American Society for Microbiology, zuletzt abgerufen am 3. Mai 2022.
3. ↑  HHMI Investigator/NAS member Dr. Beth Levine: Director of UT Southwestern Center for Autophagy Research: 1960–2020. Nachruf auf dem Server des University of Texas Southwestern Medical Center vom 17. Juni 2020.
4. ↑  The 2014 Stanley J. Korsmeyer Award: Beth Levine, MD. Auf der Website der American Society for Clinical Investigation vom 1. Februar 2014.

| Personendaten    | Personendaten                                                  |
| ---------------- | -------------------------------------------------------------- |
| NAME             | Levine, Beth                                                   |
| ALTERNATIVNAMEN  | Levine, Beth Cindy                                             |
| KURZBESCHREIBUNG | US-amerikanische Ärztin für Innere Medizin und Krebsforscherin |
| GEBURTSDATUM     | 7. April 1960                                                  |
| GEBURTSORT       | Newark (New Jersey), Vereinigte Staaten                        |
| STERBEDATUM      | 15. Juni 2020                                                  |